# Diocesi di Havelberg

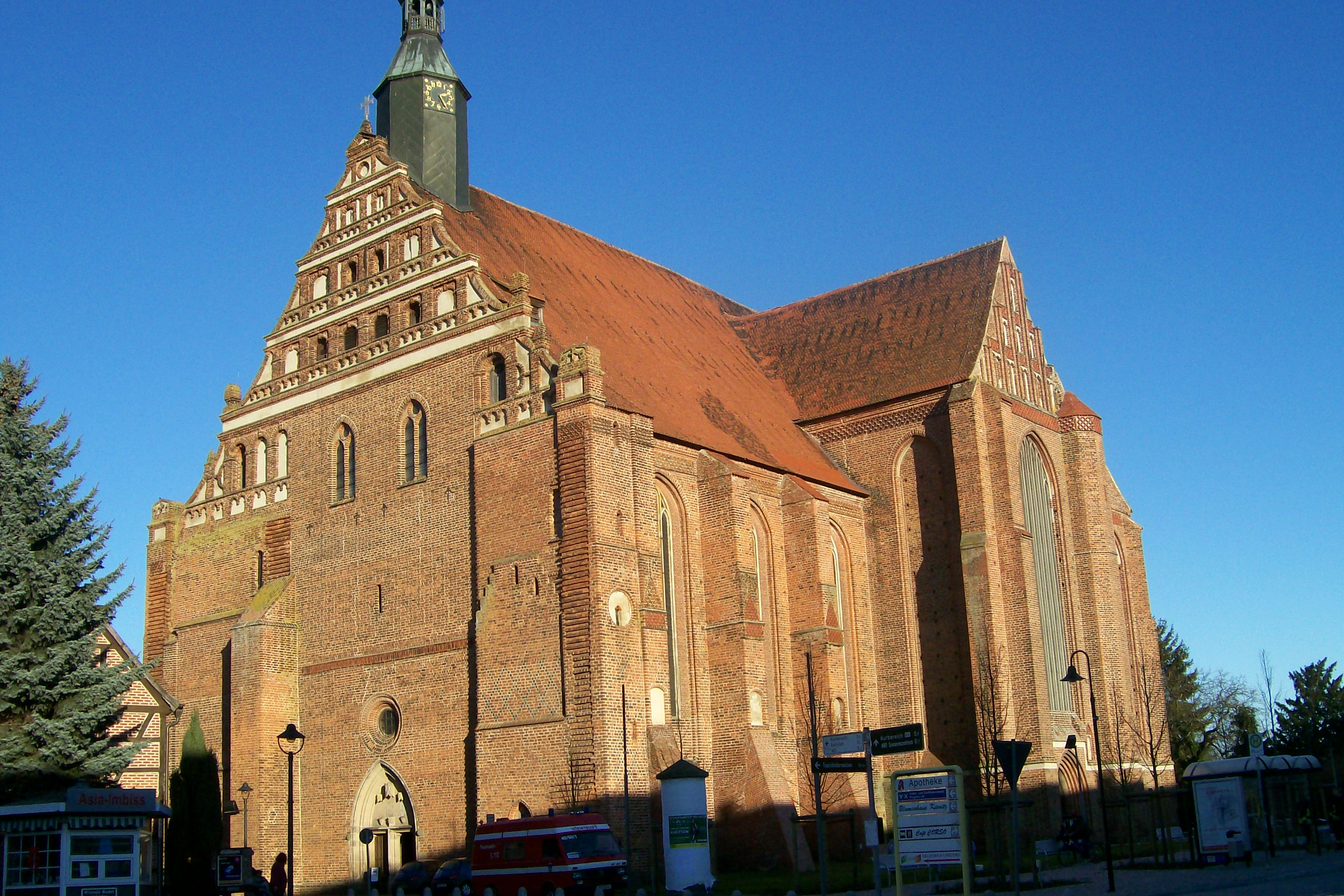
La chiesa di San Nicola (o chiesa del Sangue Santo) a Wilsnack, importante luogo di pellegrinaggio della diocesi di Havelberg.

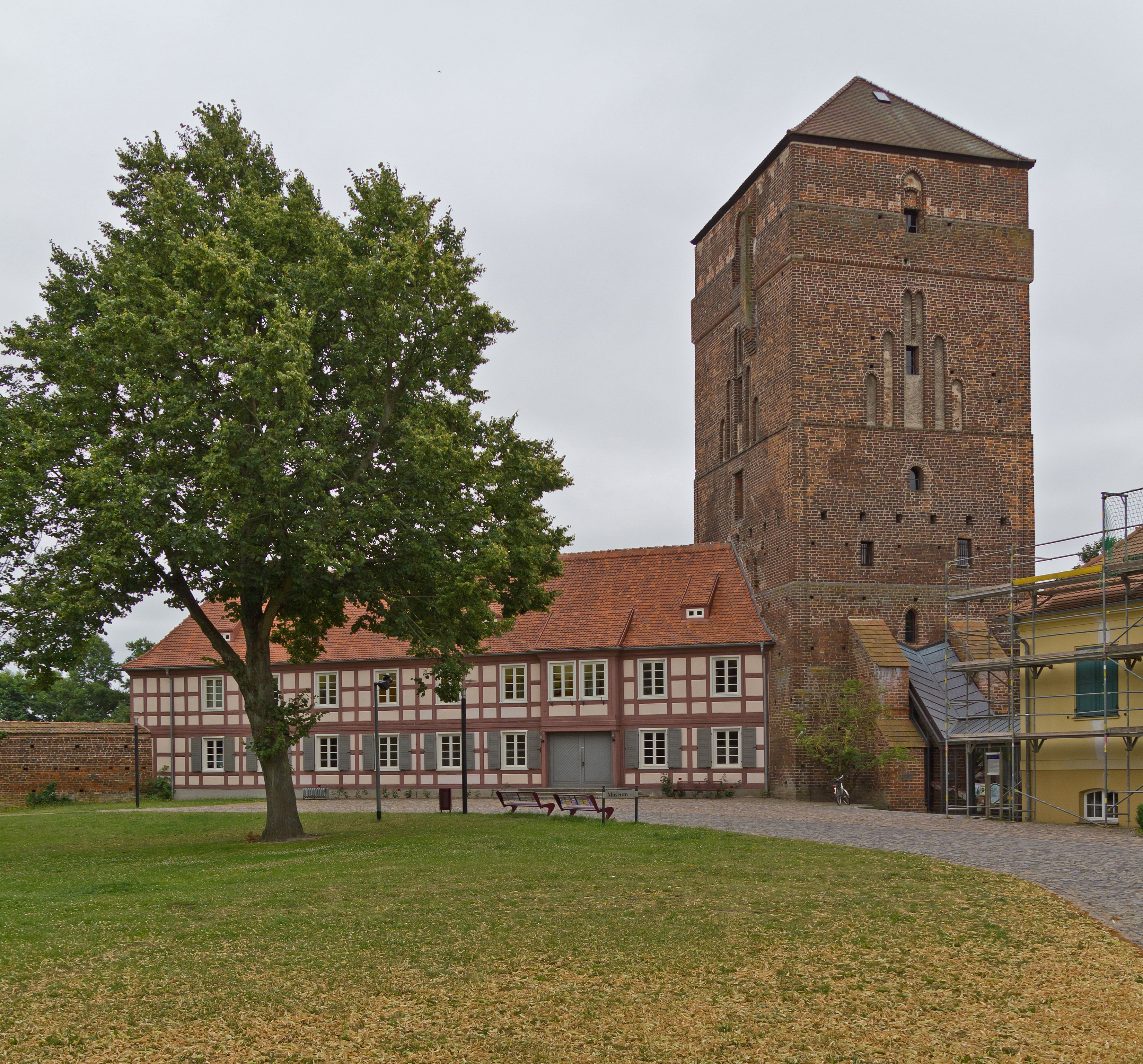
Resti del castello di Wittstock/Dosse, residenza preferita dai vescovi di Havelberg dal 1271 al 1548.

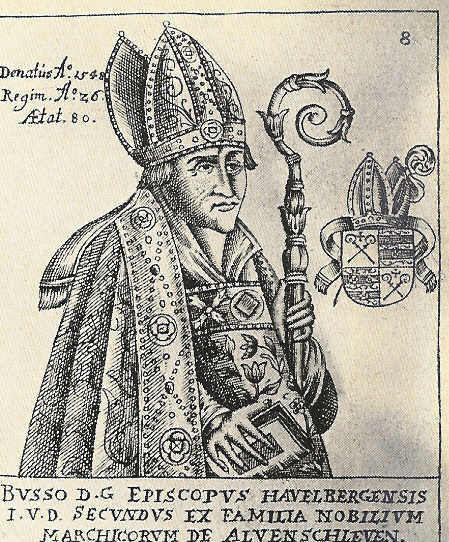
Busso von Alvensleben, ultimo vescovo di Havelberg.

La diocesi di Havelberg (in latino: Dioecesis Havelbergensis) è una sede soppressa della Chiesa cattolica in Germania e un antico principato ecclesiastico del Sacro Romano Impero.

## Territorio
La diocesi comprendeva parte dell'odierno land tedesco della Sassonia-Anhalt. Confinava a nord con le diocesi di Ratzeburg e di Schwerin, ancora a nord e ad est con la diocesi di Cammin, a sud con quella di Brandeburgo, e ad ovest con le diocesi di Halberstadt e di Verden.
Sede vescovile era la città di Havelberg, dove si trova la cattedrale della Beata Vergine Maria. 

## Storia
La diocesi fu eretta da Ottone il Grande il 9 maggio 946 dopo che l'imperatore si era assicurato il controllo della regione. Inizialmente suffraganea di Magonza, nel 968 passò nella provincia ecclesiastica di Magdeburgo.
La regione era ancora pagana e il primo vescovo, Udo (o Dudo), fu ucciso dai Venedi, che distrussero anche la cattedrale e annientarono l'opera missionaria compiuta fino a quel momento. Per un secolo e mezzo i vescovi risiedettero fuori dalla diocesi, in Sassonia o in Turingia, ma anche in Svizzera o in Alsazia.
La diocesi riprese vita quando il margravio Alberto l'Orso intraprese la costruzione di una nuova cattedrale (consacrata l'11 agosto 1170), alla quale annetté un capitolo regolare di canonici dell'ordine premostratense. Il capitolo assunse sempre più importanza nella vita della diocesi: fondò monasteri, tra cui quelli di Broda e di Grobe, e incorporò una trentina di parrocchie servite da canonici.
A partire dal XIII secolo diversi immigrati tedeschi si stabilirono nella regione e fondarono la città di Wittstock, con il contributo del vescovo Wilhelm (1219-1244); è in questa città che i vescovi stabilirono la loro residenza a partire dal 1270. Nello stesso periodo furono definiti i confini della diocesi, suddivisa in 9 arcidiaconati. Alla fine del secolo fu rifatta anche la cattedrale in stile gotico.
Nel XIV secolo si distinsero i vescovi Rainer (1312-1319), che pubblicò degli statuti diocesani destinati al clero; Burkhard von Lindow (1348-1370), che si preoccupò di riformare la disciplina ecclesiastica; e Johann Wepelitz (1386-1401), che favorì il pellegrinaggio alla chiesa di San Nicola (o chiesa del Sangue Santo) a Wilsnack.
Nel 1447 papa Niccolò V concesse all'elettore Federico II il diritto di presentare i vescovi per la nomina pontificia e approvò il trasferimento della sede vescovile a Wittstock, cosa che tuttavia non si realizzò per l'opposizione del capitolo premostratense di Havelberg. Il capitolo regolare fu soppresso nel 1506 e sostituito da uno secolare. Nello stesso anno il vescovo Johann von Schlabrendorf fece stampare un messale per la propria diocesi e nel 1511 un breviario diocesano
La diocesi fu soppressa di fatto con l'avvento del luteranesimo. L'ultimo vescovo in comunione con la Santa Sede fu Busso von Alvensleben, deceduto il 4 maggio 1548.
Il principato ecclesiastico fu soppresso alla fine del secolo e il suo territorio incorporato in quello della marca di Brandeburgo.

## Cronotassi dei vescovi
- Udo † (10 maggio 946 - 29 giugno 983 deceduto)
- Hilderich † (prima del 21 ottobre 991 - 30 ottobre 1008 deceduto)
- Erich † (1008 - 1024 deceduto)
- Gottschalk † (circa 1028 - 1085 deceduto)
- Wichmann † (prima del 1089 - ?)
- Hezilo † (prima del 1096 - dopo il 1110 deceduto)
- Bernhard † (? - 1118 deceduto)
- Haimo † (12 giugno 1118 - 1120 deceduto)
- Gumbert † (1120 - 1125 deceduto)
- Anselmo da Havelberg, O.Praem. † (prima del 29 giugno 1129 - 18 giugno 1155 nominato arcivescovo di Ravenna)
- Walo, O.Praem. † (1155 - dopo il 18 aprile 1176 deceduto)
- Hugibert † (1177 ? - 26 febbraio 1191 deceduto)
- Helmbert † (1192 - 28 novembre 1206 deceduto)
- Sigebodo † (1206 - 1219 deceduto)
- Wilhelm † (1219 - 21 settembre 1244 deceduto)
- Heinrich von der Schulenburg † (1244 - 1270 deceduto)
- Heinrich von Sternberg † (1270 - 1290 deceduto)
  - Hermann von Brandenburg † (5 dicembre 1290 - settembre 1291 deceduto) (vescovo eletto)
- Johann † (1292 consacrato - 1304)
- Arnold † (23 giugno 1304 - 1312 deceduto)
- Johann † (10 maggio 1312 - ?)
- Rainer † (1312 - 29 gennaio 1319 deceduto)
- Heinrich † (14 maggio 1319 - 27 settembre 1324 deceduto)
- Dietrich Kothe † (1325 - 16 marzo 1341 deceduto)
- Burkhard von Bardeleben † (1341 - 18 gennaio 1348 deceduto)
- Burkhard von Lindow-Ruppin † (1348 - 1370 deceduto)
- Dietrich von Man † (30 gennaio 1370 - 12 agosto 1385 deceduto)
- Johann Wepelitz (Wöpelitz) † (16 gennaio 1386 - 22 febbraio 1401 deceduto)
- Otto von Rohr † (27 aprile 1401 - 18 gennaio 1427 deceduto)
  - Friedrich Krüger † (1427 - 3 aprile 1427 deceduto) (vescovo eletto)
  - Johann von Beust † (26 maggio 1427 - 17 settembre 1427 deceduto) (vescovo eletto)
- Konrad von Lintorff † (29 ottobre 1427 - 1460 deceduto)
- Wedigo Gans Edler von Putlitz † (14 luglio 1460 - 23 gennaio 1487 deceduto)
- Busso von Alvensleben † (27 aprile 1487 - 12 ottobre 1493 deceduto)
- Otto von Königsmarck † (13 gennaio 1494 - 20 agosto 1501 deceduto)
- Johann von Schlabrendorf † (3 dicembre 1501 - 12 agosto 1520 deceduto)
- Hieronymus Schulz † (12 aprile 1521 - 29 ottobre 1522 deceduto)
- Busso von Alvensleben † (29 ottobre 1522 succeduto - 4 maggio 1548 deceduto)